# Rhodobryum aubertii
Rhodobryum aubertii är en bladmossart som beskrevs av Thériot 1922. Rhodobryum aubertii ingår i släktet rosmossor, och familjen Bryaceae. Inga underarter finns listade i Catalogue of Life.